# Afropteris repens
Afropteris repens là một loài thực vật có mạch trong họ Pteridaceae. Loài này được (C. Chr.) Alston mô tả khoa học đầu tiên năm 1956.